# Eberhard von Krosigk
Anton Eberhard von Krosigk (* 13. Januar 1855 in Mansfeld; † 20. April 1932 in Dessau) war ein preußischer Generalleutnant und Rechtsritter des Johanniterordens.

## Leben

### Herkunft
Er war der Sohn des Staatsministers und Vorsitzenden des herzoglich-anhaltischen Staatsministeriums Anton von Krosigk (1820–1892) und dessen Ehefrau Marie Rosa, geborene von Schlieckmann (1827–1909). Anton Emil von Krosigk ist sein Großvater.

### Militärkarriere
Krosigk trat nach dem Besuch des Gymnasiums in Meiningen, der Klosterschule Roßleben sowie der Ritterakademie Brandenburg am 5. Januar 1874 als Dreijährig-Freiwilliger in die Leibkompanie des 1. Garde-Regiments zu Fuß der Preußischen Armee ein. Im September 1875 wurde er zur Kavallerie versetzt und kam in das Ulanenregiment Nr. 16. Im weiteren Verlauf seiner Militärkarriere war Krosigk Kommandeur des Thüringischen Husaren-Regiments Nr. 12 sowie Kommandeur der 18. Kavallerie-Brigade. Als Generalmajor wurde er am 16. Juni 1910 mit Pension zur Disposition gestellt.
Während des Ersten Weltkriegs wurde Krosigk reaktiviert und am 23. September 1914 für die Dauer des mobilen Verhältnisses zum Inspekteur der Ersatzeskadrons des XIV. Armee-Korps ernannt. 1915 erhielt er das Eiserne Kreuz II. Klasse. Nach Kriegsende wurde seine Mobilmachungsbestimmung am 24. November 1918 aufgehoben. Am 30. August 1919 erhielt Krosigk mit Rangdienstalter vom 24. November 1918 den Charakter als Generalleutnant verliehen.

### Familie
Krosigk heiratete am 11. Juni 1897 in Hannover Berta Luise Ehrengard von Saldern aus dem Hause Leppin (1865–1958), Tochter der Elisabeht von Veltheim-Sickte und des Arthur von Saldern-Peterwitz. Sie lebte nach seinem Tod in Lüneburg. Das Ehepaar hatte vier Kinder, darunter:
- Werner (1888–1945), Ober-Regierungsrat, verh. m. Mathilde von Kerssenbrock
- Ludolf Albrecht Vollrat (1894–1915), preußischer Leutnant im 1. Garde-Regiment zu Fuß
- Dedo Wilhelm Buko (1895–1918), Leutnant zur See auf U 64

Die Nachfahren des Sohnes Werner wurden u. a. Diplomaten und trugen amtsgerichtlich den Namen von Kerssenbrock von Krosigk. Eberhards Urenkel Dedo von Kerssenbrock-Krosigk wurde Künstler und Museumsleiter.